# Chloropipo unicolor
El saltarín azabache (Chloropipo unicolor), también denominado saltarín negro azabache o bailarín negro, es una especie de ave paseriforme de la familia Pipridae, una de las dos pertenecientes al género Chloropipo. Es nativo de regiones andinas del oeste de América del Sur. 

## Distribución y hábitat
Se distribuye a lo largo de la pendiente oriental de la cordillera de los Andes, desde Ecuador (al sur desde Napo) hasta el sur de Perú (sur de Puno).
Esta especie es considerada poco común y local en su hábitat natural: el sotobosque de bosques montanos de la zona tropical alta en altitudes entre 950 y 1900 m.

## Sistemática

### Descripción original
La especie C. unicolor fue descrita por primera vez por el ornitólogo polaco Władysław Taczanowski en 1884 bajo el mismo nombre científico; su localidad tipo es: «Amable María, Perú».

### Etimología
El nombre genérico masculino «Chloropipo» se compone de las palabras del griego «khlōros » que significa ‘verde pálido’, ‘amarillo’, y «pipōn o piprō», una pequeña ave no identificada; y el nombre de la especie «unicolor», se compone de las palabras del latín «uni» que significa ‘uno, único’, y «color» que significa ‘color’, o sea ‘liso’, ‘uniforme’.

### Taxonomía
Es monotípica.